# Казальнуово-ди-Наполи
Казальнуово-ди-Наполи (итал. Casalnuovo di Napoli) — город в Италии, располагается в регионе Кампания, в провинции Неаполь.
Население составляет 47 940 человек (на 2001 г.), плотность населения составляет 6185,80 чел./км². Занимает площадь 7,75 км². Почтовый индекс — 80013. Телефонный код — 081.
Покровителем города почитается святой апостол Иаков Старший. Праздник ежегодно празднуется 25 июля.